# Cá bơn trứng
Cá bơn trứng (tên khoa học Solea ovata) là một loài cá bơn trong họ cá Soleidae, vốn có nguồn gốc từ vùng biển Ấn Độ Dương - Thái Bình Dương. Chúng thường được tìm thấy trong vùng biển cát nông và bùn ở ven bờ.